# Клочков (Черниговская область)
Клочков (укр. Кло́чків) — село Черниговского района Черниговской области Украины. Население 450 человек.
Код КОАТУУ: 7425589502. Почтовый индекс: 15528. Телефонный код: +380 462.

## История
Возле села Клочков обнаружены 2 ранне-славянских поселения первых веков н. э., а также древнерусские поселения и курганный могильник времён Киевской Руси (IX—XIII вв.).

## Власть
Орган местного самоуправления — Чернышский сельский совет. Почтовый адрес: 15526, Черниговская обл., Черниговский р-н, с. Черныш, ул. Победы (Перемоги), 1а.